# Giuseppe Pisanelli
Pour les articles homonymes, voir Pisanelli.
Giuseppe Pisanelli (né à Tricase le 23 septembre 1812 et mort à Naples le 5 avril 1879) est un avocat patriote et homme politique libéral italien. Membre en 1848 du Parlement de Naples, puis ministre de la Justice du royaume des Deux-Siciles dans le gouvernement Garibaldi en 1860, il est contraint à l'exil à Turin, Paris, Londres, et est nommé ministre de la justice dans le premier ministère de Marco Minghetti (24 mars 1863 – 28 septembre 1864).

## Biographie
Après avoir obtenu son diplôme de droit à l'Université de Naples en 1836, il commence sa carrière comme avocat et publie un essai Della punibilità del mandante nei reati di sangue. En 1838 il enseigne le droit pénal dans une école privée de Naples. Dans le même temps, il collabore au magazine Il progresso delle scienze, delle lettere e delle arti (Les progrès de la science, de la littérature et des arts) et se consacre à la politique, comme libéral modéré. Élu au Parlement napolitain en 1848, il milite pour l'abolition de la peine de mort, et pour la réforme de loi communale et provinciale, ainsi que l'abolition des duels.
À la suite de la répression bourbonienne, il s'exile en 1849, à Gênes et s'installe à Turin. L'année suivante, il s'installe à Paris et entre en contact avec d'autres exilés comme Guglielmo Pepe et Vincenzo Gioberti. Il se rend au Piémont en août 1853, et est condamné par contumace à la peine de mort et à la confiscation de ses biens.
Exilé avec d'autres intellectuels, il émigre au royaume de Sardaigne, et collabore avec Pasquale Stanislao Mancini et Antonio Scialoja à la rédaction d'un Commentaire sur le Code de procédures civiles Sardes.
Entre 1859 et 1860, proche de Camillo Cavour et fervent défenseur de l'unification nationale, il réorganise l'Université de Modène et Bologne. Cavour l'envoie à Naples après l'Expédition des Mille où il accepte le ministère de la Justice du gouvernement garibaldien napolitain. Élu au parlement italien il y siège jusqu'en 1874, et  soutient les rangs de la droite historique en occupant toujours le poste de ministre de la justice au sein des gouvernements Luigi Carlo Farini et Marco Minghetti (entre 1862-1864). Il soutient la politique contre le banditisme et il affronte le milieu ecclésiastique, par un projet de loi sur l'intervention de l'État sur le patrimoine ecclésiastique et la conversion de l’Église.
Sa contribution la plus significative est l'œuvre d'unification du droit, qui aboutit à l'élaboration d'un projet de Code civil, de procédure civile et sur le premier livre du Code criminel. En juin 1865, il est nommé conseiller d'État, et participe à la commission nommée par le gouvernement La Marmora pour examiner les lois religieuses entre 1866 – 1874. Réélu à l'Assemblée législative dans le XIIe collège de Brindisi, il est appelé à représenter le collège à Manduria en janvier 1878. Il prend ses distances avec son parti à cause des relations politiques Nord-Sud de l'Italie, favorables pour le Nord. Il reprend ses activités juridiques et se voue à la recherche pédagogique et scientifique, tel que Le progrès du droit civil en Italie (1871) et le Traité de la Cour suprême (1875). Il meurt à Naples le 5 avril 1879.

## Œuvres
- (it) Sulla pena di morte, Torino, UTET, 1862 (lire en ligne)

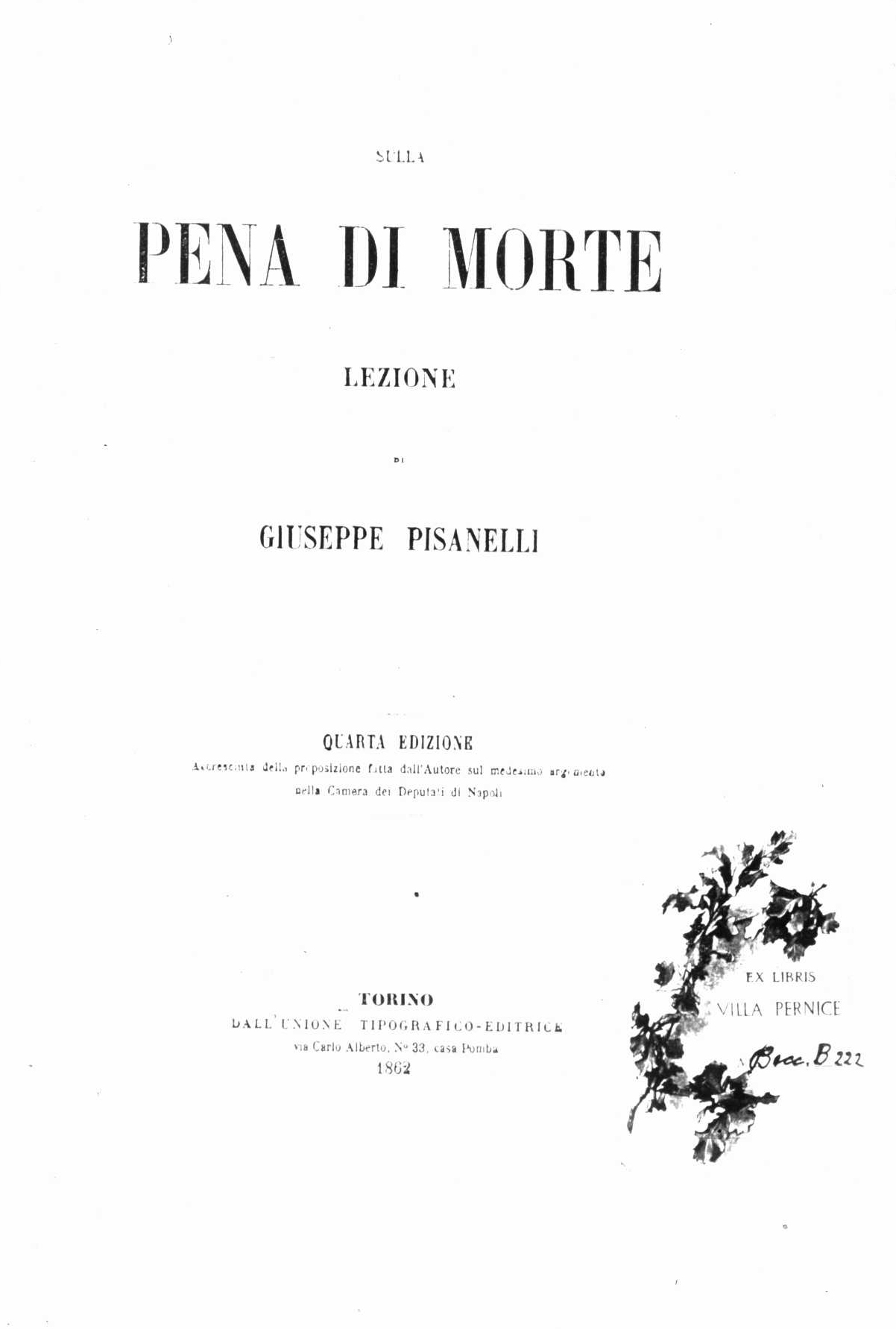
Sulla pena di morte, 1862